# Karina Sainz Borgo
Karina Sainz Borgo, née le 10 février 1982 à Caracas au Vénézuela, est une journaliste et écrivaine vénézuélienne.

## Biographie
Karina Sainz Borgo, née à Caracas en 1982, s'installe en Espagne en 2006. Elle travaille en tant que journaliste pour des médias espagnols comme Vozpópuli, Zenda ou Onda Cero.

## Ouvrages
Journaliste culturelle, elle publie notamment les livres de journalisme Caracas hip-hop et Tráfico y Guaire. El país y sus intelectuales.
En 2019 paraît son premier roman de fiction La fille de l'Espagnole (traduction française de La hija de la española),,,,,.
Time inclut ce titre parmi les 100 livres les plus importants de l'année 2019.

### Non fiction
- Caracas hip-hop, 2007
- Tráfico y Guaire, el país y sus intelectuales, 2007
- Crónicas barbitúricas, 2019

### Fiction
- La fille de l'Espagnole (La hija de la española (es), Lumen, 2019), roman, 2019
- Le Tiers Pays (Lumen, 2021, El Tercer Pais (es)), roman, 295 p., Gallimard, 2023  (ISBN 978-2-07-295863-2)

## Prix
- Grand Prix de l'Héroïne Madame Figaro 2020, dans la catégorie Roman étranger[10].